# Balogh Tibor (dramaturg)
Balogh Tibor (Debrecen, 1952. október 26. - ) Hevesi Sándor-díjas, Magyar Ezüst Érdemkereszttel kitüntetett dramaturg, színházi szakíró, lapszerkesztő.

## Életpályája
Debrecenben született 1952. október 26-án. Iskoláit is szülővárosában végezte, ahol 1977-ben a Kossuth Lajos Tudományegyetemen magyar-orosz szakos középiskolai tanári oklevelet szerzett. 1977-1979-ig a Petőfi Irodalmi Múzeum muzeológusa, 1979 -1982-ig a Magyar Színházművészeti Szövetség szakreferense. Dramaturgként dolgozott a Kecskeméti Katona József Színházban (1982 -1984 és 1989 -1990 között), a Debreceni Csokonai Színházban(1984 - 1987 között), és az Egri Gárdonyi Géza Színházban (1986 - 1989 között). 1986 - 1989 között az Egri Gárdonyi Géza Színház ügyvezető igazgatója, majd 2008 - 2012 között a Debreceni Csokonai Színház irodalmi titkára. 2014 - 2015-ben a Pécsi Országos Színházi Találkozó versenyprogram-válogatója volt. 2015 óta a Magyar Színházak Kisvárdai Fesztiváljának művészeti tanácsadója és 2020 óta az Országos Színháztörténeti Múzeum és Intézet (OSZMI) igazgatói tanácsadója.
Színházi szakíróként 1978 óta tevékenykedik. Első kritikáit a Színház c. folyóirat közölte.
Tanulmányai, interjúi, kritikái országos szaklapokban jelentek/jelennek meg, valamint rendszeresen ír azon városok orgánumaiba, amelyekben lakik vagy dolgozik. Jelenleg a Magyar Teátrum Online, a Criticai Lapok című művészeti folyóirat, és a Bárka folyóirat közli munkáit. Kulturális szakírói tevékenységét 1978-ban a Magyar Nemzetnél és a Vigiliánál kezdte.

## További tevékenységek
- Déryné Program bíráló bizottság - korelnök
- Petőfi Kulturális Ügynökség szakírói kurzus - programgazda
- Shakespeare Grémium - tag
- Színházi fesztiválok versenyprogram - válogatója
- Zsűritagság színházi fesztiválokon

## Kötetek, tanulmányok
- A Gyulai Várszínház 50 éve (2013, szerkesztő)

- Színjátszók versenyben (2015, szerző)

- Színház – álom-indulattal (2016, szerkesztő)

## Publikációk
- Publikációi a Magyar Teátrum Online felületén: https://magyarteatrum.hu/author/balogh-tibor/
- 1965-től publikált írásai elérhetők az Arcanum adatbázisában

## Díjak, elismerések
- Hevesi Sándor-díj (2021)
- Magyar Ezüst Érdemkereszt (2024)